# Tithorea parola
Tithorea parola är en fjärilsart som beskrevs av Osbert Salvin 1898. Tithorea parola ingår i släktet Tithorea och familjen praktfjärilar. Inga underarter finns listade i Catalogue of Life.